# Sergio Andreis
Sergio Andreis (Brescia, 23 dicembre 1952) è un politico e attivista italiano.

## Biografia
Impegnato attivamente ai temi dell'ambientalismo fin da giovane, è fra i fondatori delle liste Verdi, nel 1985 diventa consigliere regionale in Lombardia. 
Viene eletto alla Camera dei Deputati nel 1987, nella Circoscrizione Como-Sondrio-Varese, restando a Montecitorio per tutta la X Legislatura che si conclude nel 1992. Nel 1990 viene eletto consigliere comunale a Sondrio coi Verdi, rimanendo in carica fino all'ottobre 1991.
Dal 2008 è direttore del Kyoto Club, ong no-profit impegnata contro i cambiamenti climatici.